# Събуей
Събуей (на английски: Subway) е американска верига заведения за бързо хранене. Централата на компанията е разположена в Милфорд, Кънектикът, като се управлява с регионални офиси в Амстердам, Бейрут, Брисбейн, Маями и Сингапур. Mрежа от агенти отговаря за развитието на бизнеса във всяка държава. Компанията управлява на франчайзинг принцип повече от 44 000 заведения в 112 страни, което я прави най-голямата верига за бързо хранене в света.

## История
Събуей е основана през 1965 година от 17-годишния студент Фред Де Лука, който взима назаем $1000 от приятел на семейството – доктор Питър Бък, физик с докторска степен от Колумбийския университет. По това време Де Лука просто се опитва да спечели пари, за да може да плати университетското си образование.
Първото заведение отваря врати в Бриджпорт, Кънектикът, САЩ на 28 август 1965 г. и е наречено „Супер подводницата на Питър“. През 1968 г. за пръв път започва да се използва името „Събуей“ за заведенията в които се продават сандвичи. През 1974 г. в Уолингфорд, Кънектикът е отворено първото Събуей заведение на франчайз принцип. Първото заведение Subway в западното крайбрежие е открито през 1978 г. във Фресно, Калифорния. Първото Subway заведение извън Северна Америка, е отворено през 1984 г. в Бахрейн. В България първото заведение на веригата отваря врати през 2008 г. В края на 2010 г. Събуей става най-голямата верига за бързо хранене, като изпреварва „Макдоналдс“ по брой заведения.

## Меню
Менюто на Събуей е различно за различните страни – например в Израел се предлага кашер храна, в мюсюлманския свят не се предлага свинско месо, а в Индия не се предлага телешко месо. Все пак основните съставки са еднакви за всички заведения в цял свят.
Менюто на Subway предлага сандвичи, салати, десерти (бисквити, понички, мъфини), безалкохолни напитки, а в някои държави се предлага и бира. Някои от месните продукти се приготвят броени дни преди да бъдат поднесени, а хлебчетата се изпичат на всеки 4 часа в заведенията. Събуей предлага храна, която не се пържи. Всеки клиент може да контролира приеманото количество мазнини, като моделира сам сандвича си и избере хляба (обикновено 4 – 6 вида), месото, зеленчуците и подправките към него (телешко месо, пилешко месо, шунка, риба тон, кашкавал, няколко вида пресни и мариновани зеленчуци, както и няколко вида сосове). В допълнение на сандвичите и салатите, в някои заведения може да се поръча и пица. В България в менюто на Събуей присъстват 7 класически сандвича, както и 8 „по-леки“ предложения, които съдържат 6 и по-малко грама общо количество мазнини и 0 грама транс мазнини.

## Subway в България
Към 2014 г. в България, Събуей е втората най-голяма верига за бързо хранене по брой заведения след „Макдоналдс“, като компанията държи около 20% от бизнеса със заведения за бързо хранене в страната. Към 2024 г., Subway имат 32 заведения на следните места в България:
- Банско – 1 заведение
- Бургас – 3 заведения
- Варна – 6 заведения
- Златни пясъци – 3 заведения
- Несебър – 1 заведение
- Нова Загора – 1 заведение
- Пловдив – 4 заведения
- Слънчев бряг – 5 заведения
- София – 7 заведения
- Стара Загора – 1 заведение